# Verfassung von Neuseeland
Die Verfassung von Neuseeland, auf Englisch: Constitution of New Zealand, ist eine nicht kodifizierte Verfassung. Sie ist somit in keinem einzelnen Verfassungsgesetz niedergeschrieben und verankert, so wie als Beispiel die Constitution of the United States of America oder das Grundgesetz in Deutschland.
Unter den Zivilgesellschaften der entwickelten Länder sind lediglich noch das Vereinigte Königreich und Israel in der gleichen Situation.

## Geschichte
Da Neuseeland ursprünglich eine Kolonie des damaligen Vereinigten Königreichs Großbritannien und Irland war, wurde mit der Unterzeichnung des Treaty of Waitangi am 6. Februar 1840 auch mit dem Westminster-System das britische Rechtssystem übernommen. Durch die für die Māori in dem Vertrag verbrieften Rechte und der Verpflichtung der britischen Krone, für Recht und Gesetz im Land zu sorgen, gilt der Treaty of Waitangi als das älteste Verfassungsdokument Neuseelands.
Mit dem New Zealand Constitution Act 1852 schuf die britische Krone seinerzeit eine Generalversammlung für und in der Kolonie, die für Recht und Ordnung nach britischem Vorbild sorgen sollte. Die erste Wahl des Parlamentes fand 1854 statt, mit der formalen Eröffnung desselben am 27. Mai 1854.
1907 wurde Neuseeland der Status eines Dominions verliehen, was die Selbstverwaltung des Landes voraussetzte. Im Jahr 1908 folgte dann mit dem Legislature Act 1908 die Übertragung von Privilegien, die amtlich bewilligte Befreiung von Gerichtsverfahren oder Haftung und die Übertragung der Macht des imperialen Parlamentes aus dem Jahr 1865 auf das damalige neuseeländische Parlament.
Als Großbritannien 1914 in den Ersten Weltkrieg eintrat, wurde von den Dominions des Britischen Empire erwartet Unterstützung zu leisten. Nach dem Ende des Krieges verabschiedete das britische Parlament den Statute of Westminster Act 1931, der es den Parlamenten der Dominions ermöglichte, eine unabhängige Kontrolle über ihre gesamten Gesetzgebungsverfahren auszuüben. Neuseeland zögerte mit der Übernahme der Rechte noch bis in das Jahr 1947.
1984 löste Premierminister Robert Muldoon eine kurze, aber bedeutende Verfassungskrise aus, als er nach den Wahlen die Befugnisse von seiner nationalen Regierung auf eine von Geoffrey Palmer geführte Labour-Regierung übertragen sollte. Palmer leitete danach eine Untersuchung ein, die zur Verabschiedung des Constitution Act 1986 führte. Weitere Gesetzesänderungen und Verabschiedung von neuen Gesetzen mit verfassungsgebenden Charakter folgten.

## Zusammensetzung der Verfassung
Die Verfassung Neuseelands (Constitution of New Zealand) besteht heute aus dem
- Constitution Act 1986, als formale Erklärung des neuseeländischen Regierungssystems, insbesondere der Exekutive, der Legislative und der Judikative. Das Gesetz erkennt die Königin als Staatsoberhaupt von Neuseeland und den Generalgouverneur als ihren Vertreter an.[3]

Weitere Gesetze, die heute als Teil der neuseeländischen Verfassung anzusehen sind, sind:
- der State Sector Act 1988,
- der Electoral Act 1993,
- der Judicature Act 1908,
- der Senior Courts Act 2016 und
- der District Court Act 2016.[3]

Weitere wichtige Gesetze mit verfassunggebendem Charakter sind:
- der Treaty of Waitangi Act 1975,
- der Ombudsmen Act 1975,
- der Official Information Act 1982,
- der Public Finance Act 1989,
- der New Zealand Bill of Rights Act 1990 und
- der Human Rights Act 1993.[3]

Einige britische Gesetze, wie
- Teile der Magna Carta 1297,
- der Bill of Rights 1688,
- der Act of Settlement 1701 und
- der Royal Marriages Act 1772,

wurden durch den Imperial Laws Application Act 1988 in neuseeländisches Recht übernommen.

## Letters Patent
Im Jahr 1983 wurde mit dem neu verfassten Letters Patent Constituting the Office of Governor-General of New Zealand und seinen Änderungen in den Jahren 1987 und 2002 die Rolle des Governor-General neu festgelegt und obwohl der Governor-General formal als Repräsentant der britischen Krone gilt, ist er in de facto der höchste Repräsentant des unabhängigen Neuseelands und hat auch die Rolle des Commander-in-Chief (Oberbefehlshaber) des Landes inne. Doch nur, wenn die politische Situation in Neuseeland das Land unregierbar machen würde, greift der Governor-General, oder wenn dieser ebenfalls nicht verfügbar wäre, die britische Krone ein, aber nicht ohne sich Rat und Empfehlung von politischen Vertretern Neuseelands zu holen.